# Gigi Oliva
Georgina Oliva Isern (Barcelona, España, 18 de julio del 1990) es una jugadora española de hockey sobre hierba que juega en la posición de centrocampista. Jugó con la selección española en el Campeonato Mundial de Hockey sobre Hierba Femenino de 2006 disputado en Madrid, los Juegos Olímpicos de Pekín 2008, Juegos Olímpicos de Río de Janeiro 2016 y Juegos Olímpicos de Tokio 2020, obteniendo en los tres un diploma olímpico y varios campeonatos de Europa. Su hermano Roc Oliva y su padre Jordi Oliva también fueron jugadores de hockey sobre hierba.

## Trayectoria
- Atlètic Terrassa Hockey Club (1995 –)
- junior hockey hierba

## Selección nacional

### Participaciones en Juegos Olímpicos
| Juegos Olímpicos | Sede  | Resultado |
| ---------------- | ----- | --------- |
| 2008             | Pekín | 7.º       |

### Participaciones en Campeonatos del Mundo
| Campeonato del Mundo | Sede    | Resultado |
| -------------------- | ------- | --------- |
| 2006                 | Madrid  | 4.º       |
| 2010                 | Rosario | 12.º      |

### Participaciones en Champions Trophy
| Champions Trophy | Sede    | Resultado |
| ---------------- | ------- | --------- |
| 2004             | Quilmes | 6.º       |

### Participaciones en Campeonatos de Europa
| Campeonato de Europa | Sede            | Resultado |
| -------------------- | --------------- | --------- |
| 2004 (sub-16)        | Bristol         | 3.º       |
| 2006 (sub-16)        | Valencia        | 2.º       |
| 2007                 | Mánchester      | 4.º       |
| 2011                 | Mönchengladbach | 4.º       |
| 2015                 | Londres         | 4.º       |